# Hans Friedrich Göler von Ravensburg
Hans Friedrich Göler von Ravensburg (* 5. März 1565; † 10. Dezember 1626) stammt aus der Familie Göler von Ravensburg, einem alten Kraichgauer Adelsgeschlecht, das der Schwäbischen Reichsritterschaft angehörte und dessen Stammsitz, die Ravensburg, bei Sulzfeld in Baden-Württemberg liegt. Er war der Erbauer des Großen Kellers und des Palas der Ravensburg.

## Familie

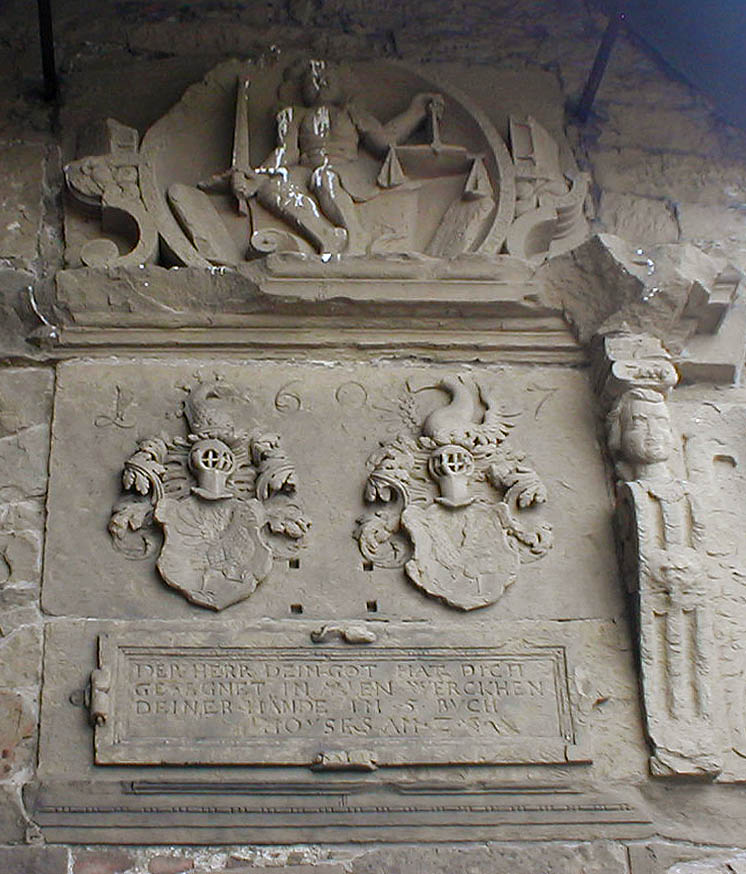
Allianzwappen Göler-Mentzingen von 1607 am Palas der Ravensburg

Hans Friedrich war der jüngste Sohn des Hans III. Göler von Ravensburg und der Anna Maria von Gemmingen. Er war mit Katharina von Mentzingen (1585–1635) verheiratet. Von den zehn Kindern des Ehepaars erreichten die Tochter Anna Katharina (* 1611) und die Söhne Wolfgang Albrecht (1614–1636) und Johann Bernhard I. (1608–1652) das Erwachsenenalter.

## Leben
Hans Friedrich ließ den Großen Keller der Ravensburg errichten und darauf 1607 den Palas, der nach ihm auch das Fritzische Schloss genannt wurde. Das Gebäude ist heute noch bis zum ersten Stock erhalten und dient der Burgschänke der Ravensburg heute als „Rittersaal“. Über dem Portal des Gebäudes befindet sich das Allianzwappen Göler-Mentzingen, das an den Bauherrn und seine Gemahlin erinnert.
Das Epitaph für Hans Friedrich Göler von Ravensburg und seine Ehefrau befindet sich in der evangelischen Kirche in Sulzfeld rechts des Altars: Es zeigt eine Reliefdarstellung des Gekreuzigten mit der knienden Stifterfamilie vor einer turmreichen Stadt. Seitlich wird das Epitaph von zwei Karyatiden flankiert.